# Tropinonă
Tropinona este un alcaloid tropanic. A fost sintetizată cu randamente mari de Robert Robinson în anul 1917, cu scopul de a fi utilizată ca precursor de atropină.

## Sinteze

### Sinteza Willstätter
Prima metodă sintetică de obținere a tropinonei a fost propusă de Richard Willstätter în anul 1901. Succesiunea de reacții pornea  de la cicloheptanonă, însă era un proces prea îndelungat și cu randamente de doar 0,75%. Willstätter a mai sintetizat cocaină din tropinonă anterior, sintetizând pentru prima oară și elucidând structura acestui compus.

Sinteza Willstatter a tropinonei

### Sinteza Robinson
În 1917, Robinson realizează o sinteză totală a tropinonei, sinteză care a devenit foarte cunoscută, datorită simplității și a asemănării sale cu biosinteza. Reactanții sunt: aldehidă succinică, metilamină și acid acetondicarboxilic (sau doar acetonă). Randamentul inițial era de 17%, iar prin îmbunătățiri ulterioare a ajuns la 90%.
Această succesiune de reacție este descrisă ca fiind o reacție Mannich dublă, și a mai fost încercată și de alți chimiști pentru sinteza de piperidină.